# Gould-Jacobs-reactie
De Gould-Jacobs-reactie is een organische reactie, waarbij aniline (1) met een alkoxymethyleenmalonzuurester (2) reageert tot 4-hydroxychinoline (3). De reactie is vernoemd naar de ontdekkers R. Gordon Gould en Walter Abraham Jacobs.

## Reactiemechanisme
De reactie start met de nucleofiele additie van aniline (1) aan de elektrondeficiënte dubbele binding in de malonzuurester (2), waarbij het alkoxide wordt uitgestoten en een anilinomethyleenmalonzuurester (2a) ontstaat, die via een Friedel-Crafts-achtige reactie cycliseert tot het intermediair 2b. Deze reactiestap wordt een annulering genoemd. De ontstane ester wordt gehydrolyseert tot het carbonzuur 2c, waarvan de tautomere β-ketoester (2d) decarboxyleert tot 4-hydroxychinoline (3).